# I això... de qui és?
I això... de qui és? (originalment en francès, Le Test) és una pel·lícula còmica francesa del 2021 dirigida per Emmanuel Poulain-Arnaud. La versió doblada al català es va estrenar el 9 de setembre de 2022 als cinemes.

## Sinopsi
L'Annie Castillon és feliç. El seu matrimoni amb en Laurent és perfecte. Els seus dos fills grans són brillants i sensibles. I la Poupi, l'adolescent, l'ajuda amb l'educació de l'Antoine, el seu fill petit. Però el descobriment d'una prova positiva d'embaràs destrueix aquesta meravellosa harmonia

## Repartiment
- Alexandra Lamy: Annie
- Philippe Katerine: Laurent
- Matteo Perez: César
- Joaquim Fossi: Max
- Chloé Barkoff-Gaillard: Poupi
- Pablo Cobo: Jérémie
- Lucile Jaillant: Hélène
- Stéphan Wojtowicz: el director de l'escola

## Taquilla
La pel·lícula es va estrenar a França el 29 de desembre de 2021 en 434 sales de cinema. Va aconseguir 36.779 espectadors durant el seu primer dia. Durant la seva primera setmana, va acumular 150.143 espectadors. Després de tres setmanes als cinemes, només va sumar 265.238 entrades venudes a 540 cinemes.